# Telipogon nervosus
Telipogon nervosus är en orkidéart som först beskrevs av Carl von Linné, och fick sitt nu gällande namn av George Claridge Druce. Telipogon nervosus ingår i släktet Telipogon och familjen orkidéer. Inga underarter finns listade i Catalogue of Life.